# Sélandien
Paléocène moyen
Stratigraphie
Danien Thanétien
Le Sélandien est un étage géologique compris entre -61,6 et −59,2 millions d'années. C'est le deuxième étage du Paléocène, première époque du Paléogène, dans l'ère cénozoïque (Tertiaire). Il est situé entre le Thanétien (59,2-56,0 Ma) et le Danien (66,0-61,6 Ma),.
Cet étage a été défini en 1924 par le géologue danois Alfred Rosenkrantz (1898-1974). Son nom a pour origine l'île de Seeland au Danemark où se situe le stratotype.
Il remplace dans la charte stratigraphique internationale actuelle, l'ancien étage Montien défini dans des séries calcaires de la région de Mons en Belgique.